# گوپال سواروپ پاتهاک
گوپال سواروپ پاتهاک (انگلیسی: Gopal Swarup Pathak؛ ۲۶ فوریهٔ ۱۸۹۶ – ۴ اکتبر ۱۹۸۲) سیاست‌مدار اهل هند بود.
وی چهارمین  معاون رئیس‌جمهور هند از اوت ۱۹۶۹ تا اوت ۱۹۷۴ بود.